# Бернуцци, Анна Давиа
Анна Давиа (д’Авиа) Бернуцци (итал. Anna Davia (D’Avia) Bernucci, Anna Davia di (de) Bernucci; 1743, Небью, Беллуно — 1811) — итальянская оперная певица, выступавшая на русской сцене, сопрано.

## Биография

### Происхождение
Вероятно, Анну Давиа следует идентифицировать с Анной Да Виа, дочерью Освальдо и Маддалены Да Виа из Небью (итал. Nebiu). Она родилась 16 октября 1743 года и была крещена на следующий день в Пьеве-ди-Кадоре в провинции Беллуно. Фети, а за ним и Мозер представили ее, как уроженку Беллуно. Однако, фамилия Давиа там не встречается и, вероятно, является модифицированной из-за долгой жизни за рубежом формой фамилии Да Виа.

### Профессиональная деятельность

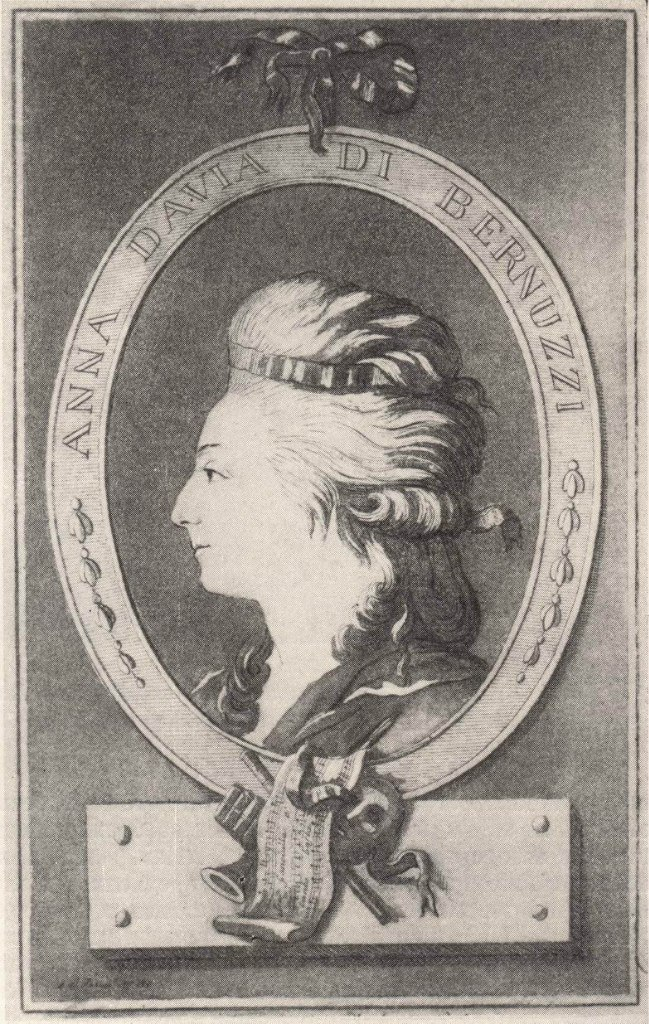
М. А. Львов. «Портрет Анны Давиа Бернуцци», 1790-е

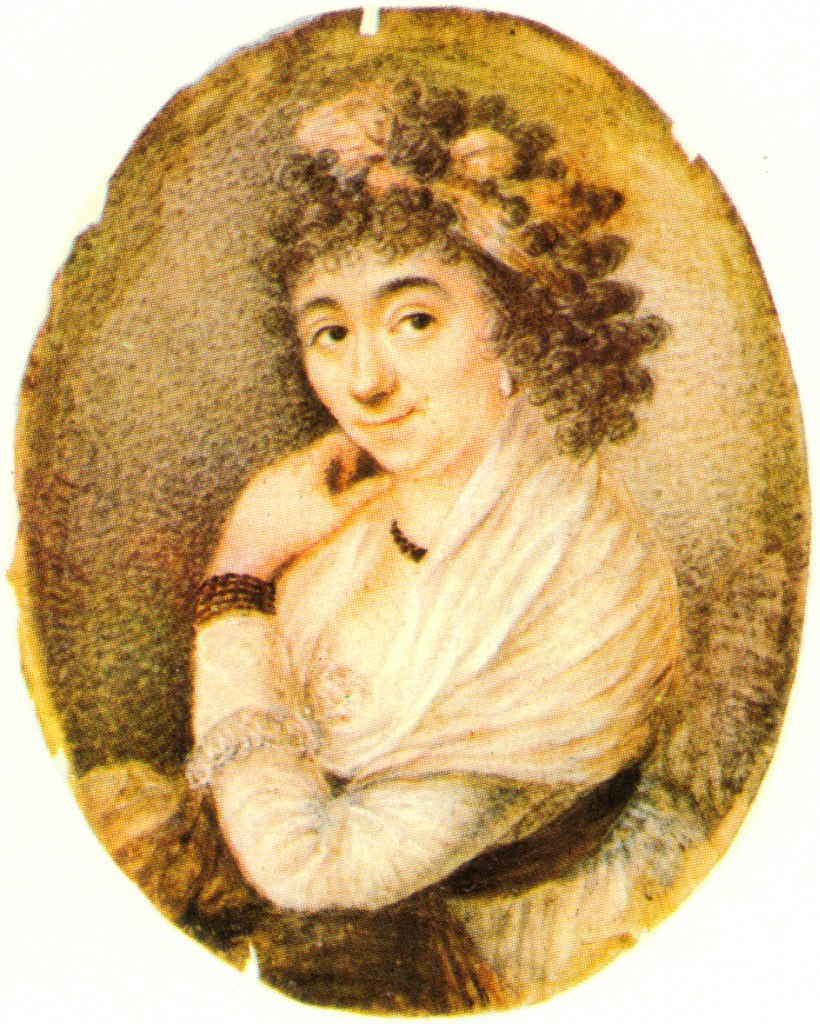
Мари Элизабет Виже-Лебрён. «Портрет Анны Давиа Бернуцци», 1790-е

Неизвестно, какое музыкальное образование получила Анна. Первые сведения о ее профессиональной деятельности относятся к работе на сцене итальянского театра в Амстердаме в 1761 году.
В 1776 году Анна Давиа де Бернуцци выступала в Варшаве. Там она познакомилась с гетманом Михаилом Казимиром Огинским, который был только на три года ее старше. Флирт между Анной и Михаилом закончился тем, что певица дала согласие выступать на сцене слонимского театра и три года жить в Слониме. По данным Анджея Цехановецкого было даже подписано письменное соглашение от 1 марта 1777 года, где шла речь и о месячной зарплате в 25 дукатов с питанием. Певица приехала в Слоним и начала работать в театре Огинского, но по неизвестным сегодня причинам соглашение утратило силу и летом 1777 года Анна Давиа вернулась в Варшаву.
В 1777 году Анна Давиа поёт в Варшаве в опере «Художник, влюблённый в свою натурщицу» Эджидио Дуни в роли Лауреты и в опере «Галантная Патрона» Д. Паизиелло. Об этой очень удачной роли упоминали ещё в 1785 году. Она некоторое время жила в Варшаве, а потом перебралась в Гродно, где знакомится со своим сверстником Антонием Тизенгаузом. Он предлагает ей работу в своём гродненском театре и Анна соглашается. Некоторое время она работает в Гродно, но потом её привлекает столичная сцена.
Между концом 1779 и началом 1780 года была принята на работу в опера-буффа в Петербурге и пела в опере «La frascatana» Джованни Паизиелло. Это стало началом блестящей карьеры в России. Как отмечает Мозер, уже в 1789 году она стала частью труппы императорского театра, исполнившей оперу «Ложный любовник» (итал. La finta amante) Джованни Паизиелло на встрече императрицы Екатерины II и императора Иосифа II в Могилеве.
В 1782 году она поступила на петербургскую придворную сцену, с пенсией 2800 рублей в год, где была «первой певицей оперы-буффа и второй певицей оперы-сериа». В этот период Анна принимала участие во многих спектаклях Джованни Паизелло, в том числе стала первой исполнительницей роли Розина в опере «Севильский цирюльник», премьера которой состоялась 26 (15) сентября 1782 года в Зимнем дворце Петербурга. Также она пела в опере «Лунный мир» и оратории «Страсти Иисуса Христа» в 1783 году.
1 февраля 1784 года ходатайствовала об увольнении со службы по болезни раньше окончания срока контракта, однако 1 апреля 1785 года с нею был заключен новый контракт на три года, с пенсией 3300 рублей, бенефисом и 500 рублями «ваяжных денег». Возможно, этому повышению содействовала «покровительство» князя А. А. Безбородко, который был любовником певицы в 1780—1790-е годы.
В январе 1785 года в Варшаве Анна Давиа исполнила главную роль в опере «Служанка-госпожа» Д. Паизиелли, а потом, по возвращении в Петербург, пела партия Джанины в опере «Мнимые наследники» Джузеппе Сарти.
Вероятно, в 1780—84 годах Анна Давиа познакомилась с Джованни де Бернуцци, который также был певцом оперы-буффа и стала его женой. Но это не остановило её довольно насыщенной событиями жизни, с успешными выступлениями и отношениями с любовником, что неоднократно отмечается в современных ей хрониках.

### Высылка из России
Статс-секретарь Екатерины II А. М. Грибовский писал, что Безбородко тратил на Давиа большие деньги, давая ей «ежемесячно на жизнь по 8000 рублей золотом и при отпуске ее в Италию подарил ей деньгами и алмазами 500 000 рублей». Такая расточительность Безбородко и побудила Екатерину II выслать Давиа за пределы России в 24 часа.
После Санкт-Петербурга Анна вновь приехала в Слоним и выступала на сцене театра Огинского. В списках артистов капеллы Огинского за 1785 год есть и её фамилия. Время отъезда её за границу неизвестно, но её дальнейшая жизнь связана с Италией.

### Карьера в Италии
Вернувшись на родину в 1787 году, Анна испытывает трудности с тем, чтобы вписаться в театральные реалии: в июне она поёт в Сенигаллии, осенью — в Венеции, в «Служанке духа» Джузеппе Гаццанига и «Американским сироте» Паскуалле Анфосси. На карнавале 1787—1788 годов во Флоренции она отметилась интерпретацией «Нитецци» (итал. Nitteti) Паизиелло.
В эти годы муж всегда поёт рядом с нею, они добавляют к своим именам титул «виртуозы комнат добродетельной императрицы Всея Руси» (итал. virtuosi da camera dell'Imperatrice di tutte le Russie), которым будут пользоваться на протяжении всей своей дальнейшей жизни. В 1788 году супруги попали в Флорентийский театр Неаполя и пели в опере «Хитроумная вдова» П.Анфосси, наверное, это был последний раз, когда они выступали в одном спектакле.
Жизнь в Неаполе стало довольно успешным периодом, о котором с помощью Ф. Флоримо можно достаточно подробно узнать. 6 ноября 1788 года заменяя Бриджиду Банти дебютировала в театре Сан-Карло в опере «Ринальдо» Петра Скокова.
В последующие годы она перешла из Флорентийского театра в Театр дель Фонда, где принимала участие в различных постановках. В 1790 году она отметилась в Театра Нуова, где также поёт, однако, уже не в репертуаре оперы-буффа.

### Профессиональная деятельность
В течение 1791 года она пела в «Pirro» Паизиелло во Флоренции. В 1793—94 годах входила в состав театральной труппы Сан-Карло, после чего пела в Тэатра дель Фонда. В январе 1795 года сыграла Аристею в опере «Олимпиада» Д. Чимароза в Модене.
Возраст не ухудшил ни вокальных, ни актёрских качеств Анны Бернуцци. В 1798 году во время выступлений в Палермо Джованни Мели оставил хвалебный отзыв о ней. В 1803 году Анна пела в Модене роль в «Teseo a Stige» С. Назалини.
Последнее упоминание о ней рассказывает, что она живет в Неаполе в 1810 году в большой бедности.
Сведений о дате и месте смерти не сохранилось.

## Вокальные качества
Вокальные качества Анны Давиа соответствовали высокому артистическому уровню — это регулярно подчёркивается в отзывах к её выступлениям — и они, очевидно, имели решающее значение в её творческой карьере. Что касается голоса, можно получить какое-то представление о них из анализа некоторых главных ролей Анны Давиа. Диапазон был относительно небольшим, однако он должен был значительную гибкость (до3-ля4, с преимуществом в диапазоне фа3-ми4) с артикуляцией слогов даже в очень быстрых движениях, что, вероятно, стало основой ее успеха в комическом амплуа. Кроме этого, её голос был интонационно окрашен и имел элегантность и пластичность.

## В культуре

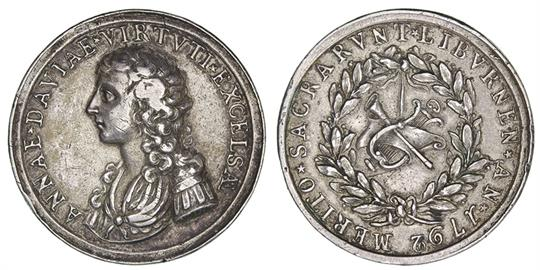
Медаль Анна Давиа Бернуцци

В 1792 году в честь её выступления в Ливорно в опере Алессио Прати «Месть Нино» была отчеканена медаль.
Известны портреты актрисы, сделанные такими художниками, как Дмитрий Левицкий, Николай Львов и Мари Элизабет Луиза Виже-Лебрён.